# Cryptoplus
Cryptoplus är ett släkte av skalbaggar. Cryptoplus ingår i familjen vivlar.

## Dottertaxa tillCryptoplus, i alfabetisk ordning[1]
- Cryptoplus albus
- Cryptoplus basalis
- Cryptoplus basipennis
- Cryptoplus fasciatus
- Cryptoplus ferrugineus
- Cryptoplus inconspicuus
- Cryptoplus intermedius
- Cryptoplus intermixtus
- Cryptoplus latirostris
- Cryptoplus longirostris
- Cryptoplus maculipennis
- Cryptoplus marmoratus
- Cryptoplus minimus
- Cryptoplus moestus
- Cryptoplus multimaculatus
- Cryptoplus nigrirostris
- Cryptoplus nuceus
- Cryptoplus orbiculatus
- Cryptoplus ornatipennis
- Cryptoplus parvus
- Cryptoplus perdix
- Cryptoplus pictus
- Cryptoplus puncticollis
- Cryptoplus quinquecarinatus
- Cryptoplus rostralis
- Cryptoplus rufirostris
- Cryptoplus tibialis
- Cryptoplus trifasciatus
- Cryptoplus uniformis
- Cryptoplus variegatus
- Cryptoplus vertebralis